# 陶尔扬普斯陶
陶尔扬普斯陶，是匈牙利杰尔-莫雄-肖普朗州所辖的一个村。总面积8.44平方公里，总人口385，人口密度45.6人/平方公里（2011年1月1日）。